# Neuville-en-Ferrain
Neuville-en-Ferrain is een gemeente in het Franse Noorderdepartement (Frans: département du Nord) (regio Hauts-de-France). De plaats maakt deel uit van het arrondissement Rijsel. Het laatste deel van de gemeentenaam verwijst naar de regio Ferrain. De gemeente telde 10.125 inwoners op 1 januari 2022.

## Geschiedenis
Neuville-en-Ferrain werd voor het eerst vermeld in 1147 als Novam Villam (nieuwe hofstede). In 1609 kreeg men aartshertogelijke toestemming tot het weven van linnen stoffen. In 1668 kwam de stad in Franse handen.
In 1792 werd de stad door Pruisische troepen bezet, maar in 1794 overwonnen de Fransen hen in de Slag bij Tourcoing, welke ook het nabijgelegen Neuville beroerde.
In 1848 drong een groep bewapende werklieden Risquons-Tout op Belgisch gebied binnen, om aldaar -naar voorbeeld van de Franse februarirevolutie- een republiek te vestigen. Ze werden echter door de Belgische infanterie verslagen.
In de 19e eeuw ontwikkelde zich een belangrijke textielindustrie, eerst via thuisarbeid, later in fabrieken. De nabijheid van de grens bracht ook veel smokkelarij met zich mee, waarbij producten als tabak en chocolade naar Frankrijk werden gesmokkeld, en parfum en alcohol naar België. De economie is gebaseerd op groothandel en logistiek, vanwege de grens en ligging aan de E17.

## Geografie
De oppervlakte van Neuville-en-Ferrain bedroeg op 1 januari 2022 6,18 vierkante kilometer; de bevolkingsdichtheid was toen 1.638,3 inwoners per km².

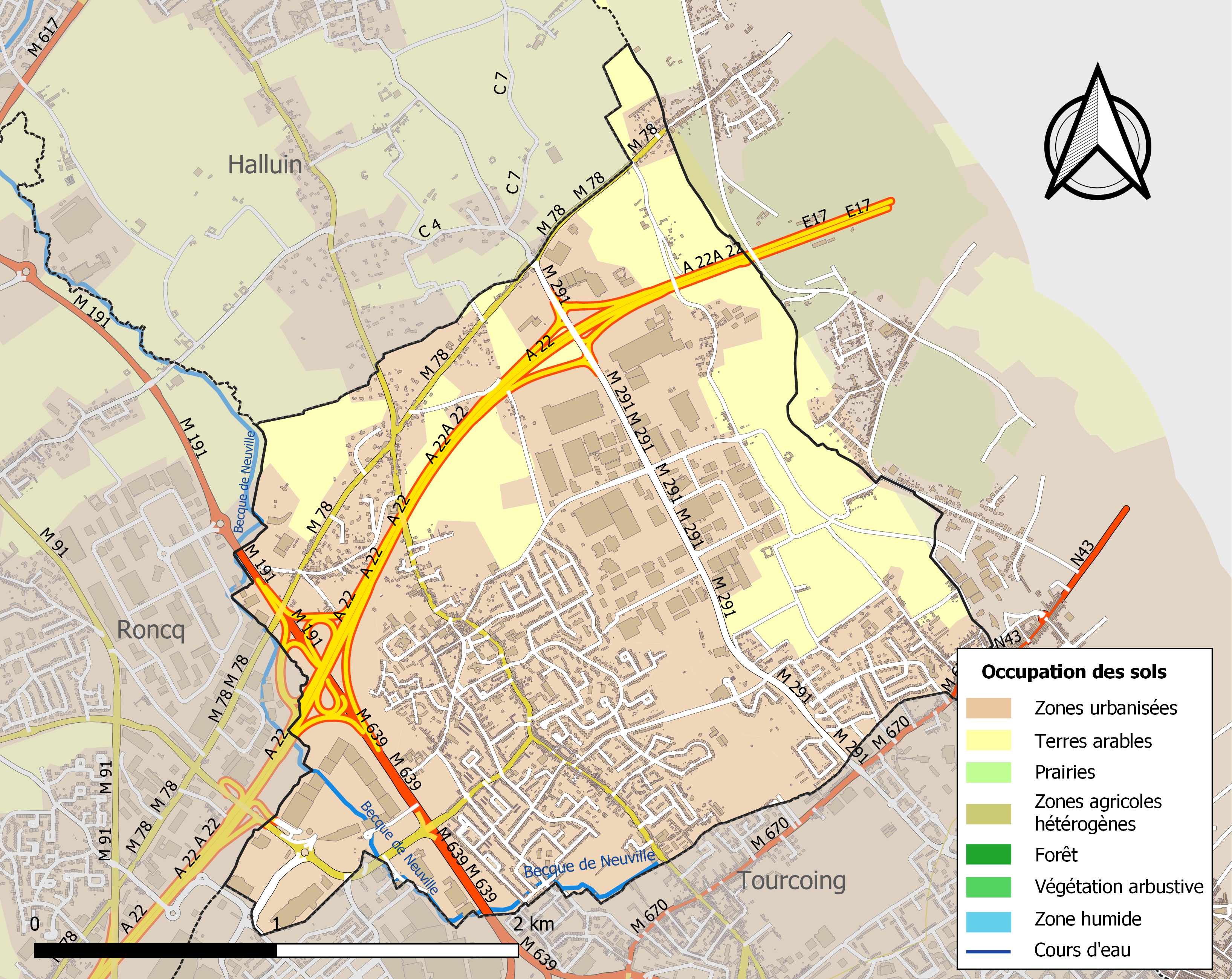
Kaart van de gemeente met belangrijkste infrastructuur, bodemgebruik en omliggende gemeenten

## Bezienswaardigheden
- De Sint-Quirinuskerk (Église Saint-Quirin)
- De Sint-Theresiakapel (Chapelle Sainte-Thérèse)
- De gemeentelijke begraafplaats van Neuville-en-Ferrain, waar zich een herdenkingsmonument voor de oorlogsslachtoffers van de wereldoorlogen bevindt en waar die Britse gesneuvelden liggen begraven.

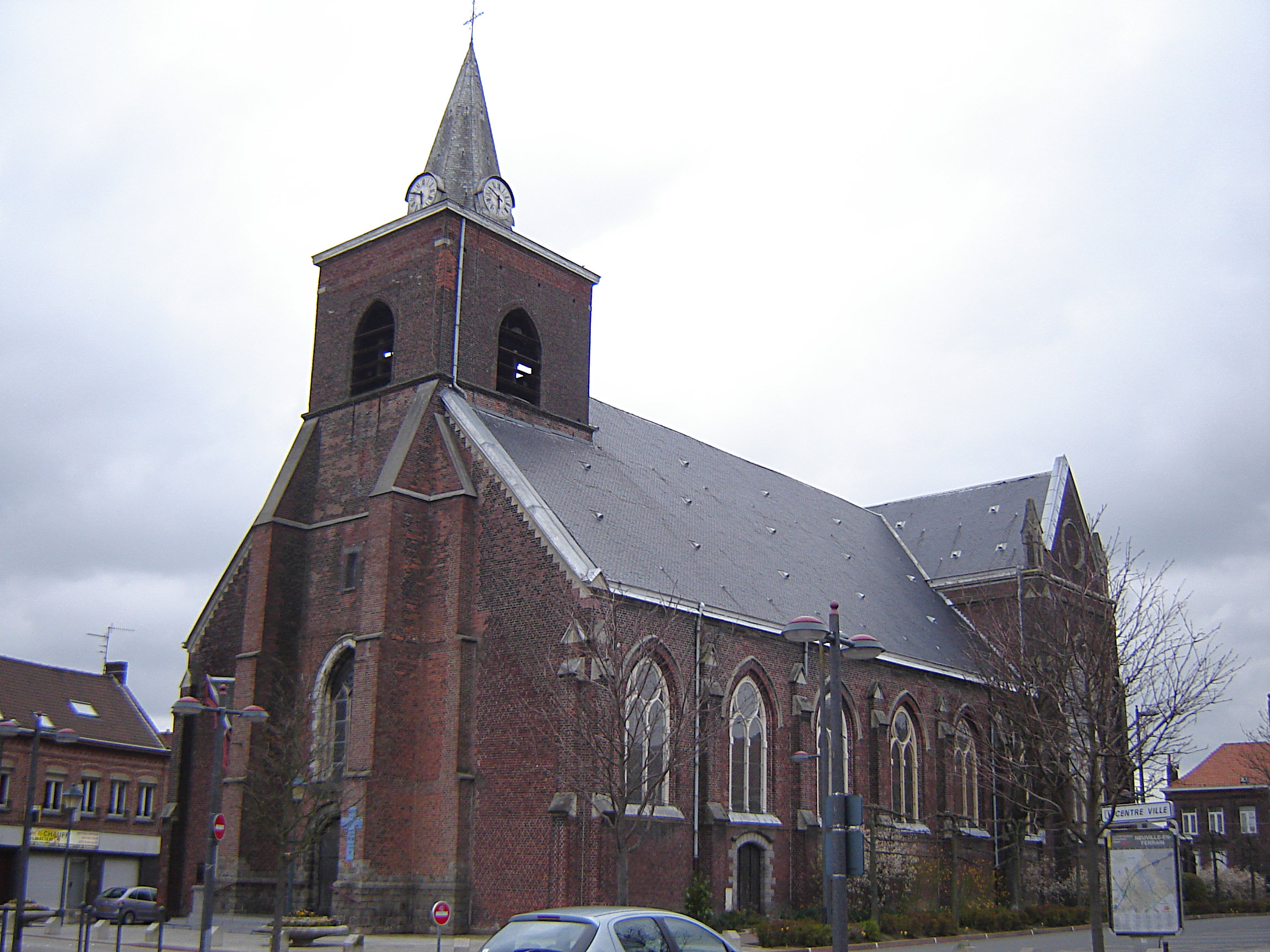
Église Saint-Quirin

## Natuur en landschap
De oppervlakte van Neuville-en-Ferrain bedraagt 6,2 km², de bevolkingsdichtheid is 1521,5 inwoners per km². De hoogte bedraagt 40 meter. Het landschap is sterk verstedelijkt met grootschalige infrastructuur en de nabijheid van de steden Tourcoing en Moeskroen.

## Demografie
Onderstaande figuur toont het verloop van het inwonertal (bron: INSEE-tellingen).

## Nabijgelegen kernen
Tourcoing, Moeskroen, Roncq, Rekkem